# Ібу Пертіві

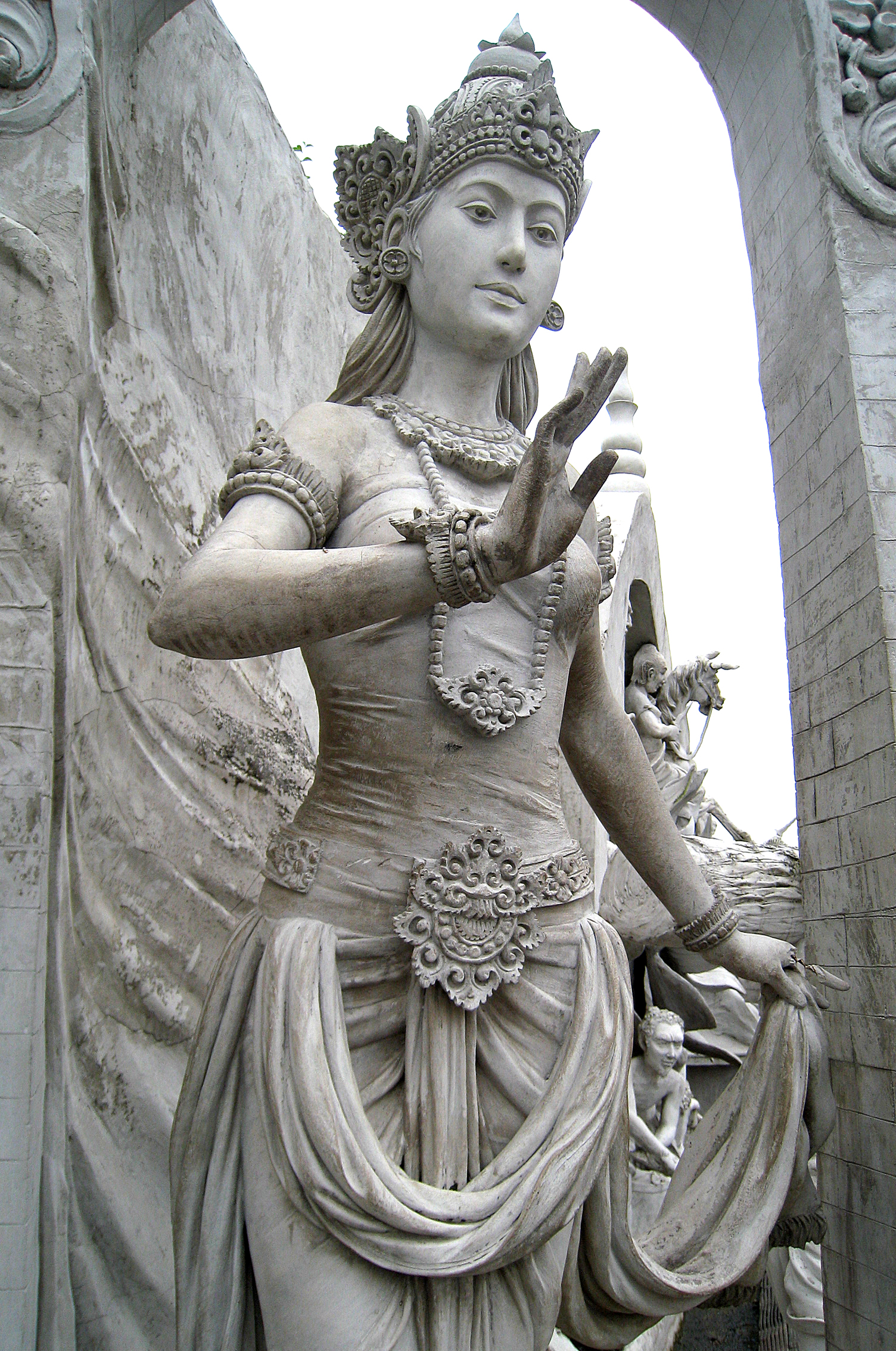
Найпопулярніше зображення Ібу Пертіві в Індонезії

Ібу Пертіві (укр. Мати-Земля) — персоніфікація Індонезії та Східної Малайзії, алегоріяTanah Air (укр. земля та вода), батьківщини індонезійців. 
Починаючи з доісторичних часів племена Індонезійського архіпелагу поклонялися духам землі та природи як богині-матері, божеству природи. Після прийняття індуїзму на початку I тисячоліття Ібу Пертіві ототожнили з Прітві, богинею-матір'ю землі, яка внаслідок отримала ім'я Пертіві. 
Ібу Пертіві часто зустрічається в індонезійських патріотичних піснях та поемах. Вона кілька разів згадана в піснях «Ібу Пертіві» та «Індонезія Пусака». У національному гімні «Індонезія Райян» у рядку «Jadi pandu ibuku» («Бути захистом батьківщині») йдеться про Ібу Пертіві. 
Незважаючи на часте згадування в піснях, зображення Ібу Пертіві трапляються рідко. 